# Marinesimulation
Marinesimulation ist ein Computerspielgenre. Eine Marinesimulation gibt dem Spieler die Möglichkeit, eine Über- oder Unterwassereinheit, mitunter auch komplette Verbände, zu kommandieren.
Die ersten Marinesimulationen bezogen ihren Reiz aus einer teilweise hohen Komplexität und Spieltiefe, erst später bot auch die Grafikleistung entsprechende Anreize.

## Software
Mit der Einführung der Heimcomputer stand Privatleuten erstmals genug Rechenleistung zur Verfügung um eine in Grenzen realistische Marinesimulation zu erlauben.
Die ersten Simulationen konzentrierten sich mangels Grafikfähigkeiten auf eine möglichst realistische Darstellung der sehr variablen Möglichkeiten, die Seegefechte im Allgemeinen erlauben.

## Hardware
Die typische Hardware für Marinesimulationen, die am heimischen PC betrieben werden, besteht lediglich aus der Standardtastatur und der Maus, da fast alle Befehle über Tastaturkürzel eingegeben werden.
Heutige Simulationen stellen in der Regel auch erhöhte Anforderungen an Grafikkarten, RAM etc.

## Simulation und Wirklichkeit
Anders als bei sogenannten „Shootern“ sind die Benutzer von Marinesimulationen an der Wirklichkeitstreue der Simulationsprogramme interessiert. Das Verhalten der befehligten Schiffseinheiten spielt eine ebenso große Rolle wie eine möglichst realistisch agierende gegnerische Intelligenz (KI). Die große Realitätsnähe ist für Computerspieler oft ein wesentlicher Teil des Simulationserlebnisses. Bedingt durch moderne Grafikprozessoren auch in den gängigsten Heimcomputern kommt als Mindestanforderung auch noch die grafische Umsetzung, also Texturen (Marinefahrzeuge, Explosionen) und möglichst realistisch dargestelltes Wasser hinzu.
1981 erschien mit Battle for Midway die erste Marinesimulation für den PC. Man konnte Flottenverbände der USA oder Japans kontrollieren. Das Spiel war in BASIC programmiert und vergleichsweise sehr einfach gehalten.
Gato, die erste U-Bootsimulation, erschien 1983. Gato war das Pong für Marinesimulationen, es bot 20 Quadranten die über den Pazifik verteilt waren und war für seine Zeit sehr realistisch. Ziel des Spiels war es, so viele Missionen wie möglich zu erfüllen, bevor man in seinen Heimatquadranten zu einem Versorgerboot musste.
1985 erschien für Amstrad CPC, Apple II, die Atari 8-Bit-Serie, den Commodore C64/C128 und 1987 bzw. 1988 auch für den Amiga 500/600 und den Atari ST Sid Meiers Silent Service, eine U-Boot-Simulation, die wohl die meisten Spieler dieser Generation kennen werden.
Zwei der ersten Simulationen für Überwasserschiffe waren das 1986 erstmals erschienene Destroyer sowie der 1990 erschienene Advanced Destroyer Simulator. Auch mit einer marinen Thematik ausgestattet, aber als rundenbasierte Strategiespiele mit einer Betonung auf eher simulationstypische Detailarbeit ausgelegt waren die Serien Harpoon (ab 1989, basierend auf dem gleichnamigen Tabletop) und Great Naval Battles (von SSI ab 1992, auch bekannt als Burning Steel). Ebenfalls eine bemerkenswerte Simulation von historischer Überwasserkriegsführung stellt Task Force 1942 von MicroProse dar.
Anfang der 90er Jahre erschien Silent Service 2, bis 1994 Aces of the Deep einen lange Zeit geltenden Standard im Bereich Komplexität setzte. 1997 wurde das Spiel diesbezüglich von der modernen Atom-U-Boot-Simulation Jane's 688(i) Hunter/Killer abgelöst, welche 2001 mit Sub Command fortgesetzt wurde. 1999 folgten mit dem im Zweiten Weltkrieg angesiedelten Fighting Steel und dem modernen Jane's Fleet Command erstmals Marinesimulationen, die dem Spieler die taktische Kontrolle nicht mehr über einzelne Schiffe, sondern über ganze Verbände gestattete.
2001 entwickelte Ubisoft erstmals die Möglichkeit, zwei Marinesimulationen (Silent Hunter II und Destroyer Command) im Online-Multiplayer-Modus miteinander zu verbinden.
2002 erschien das vor einem fiktiven Hintergrund der 30er Jahre stattfindende Enigma: Rising Tide und setzte erstmals seit langer Zeit wieder auf einfach bedienbare Action statt komplexer Simulationstechnik.
2005 erschien Silent Hunter III, das seitdem die Referenz in puncto Grafik und Realitätsnähe bei Marinesimulationen darstellt.
2006 veröffentlichte rondomedia 1914 - Shells of Fury, das im Ersten Weltkrieg angesiedelt ist.
Im März 2007 erschien Silent Hunter 4, welches wie schon der erste Teil den U-Boot-Krieg der US Navy im Pazifik während des Zweiten Weltkrieges thematisiert.
Im März 2010 erschien Silent Hunter 5 - Battle of the Atlantic, das wie bereits die Teile 2 und 3 im Atlantik angesiedelt ist. Als wichtigste Neuerung gilt diesmal, dass der Spieler sich in der Ego-Perspektive durch das gesamte Boot bewegen kann.
Gegenüber anderen Simulationsgenres wie z. B. Flug- oder Rennsimulationen sind Marinesimulationen noch immer „Nischenprodukte“, die über eine kleine, aber oft enthusiastische Fangemeinde verfügt.

## Beispiele von Marinesimulationen
- Silent Service (1985)
- Destroyer (1986/87)
- Strike Fleet (1987)
- Harpoon (1989)
- 688 Attack Sub (1989)
- Advanced Destroyer Simulator (1990/91)
- Silent Service 2 (1990/92)
- Burning Steel (1993)[1]
- Harpoon II (1994)
- Aces of the Deep (1994)
- Silent Hunter (1996)
- Fleet Command (1999)
- Silent Hunter II (2001)
- Sub Command (2001)
- Destroyer Command (2002)
- Enigma: Rising Tide (2002)
- Dangerous Waters (2004)
- Silent Hunter III (2005)
- 1914 - Shells of Fury (2006)
- Danger from the Deep (2006)
- Naval Campaigns-Reihe (HPS-Simulations), drei Titel:
  - Jutland (Erster Weltkrieg)
  - Tsushima (Russisch-Japanischer Krieg)
  - Guadalcanal (Zweiter Weltkrieg)
- Silent Hunter 4 (2007)
- Silent Hunter 5 (2010)
- PT Boats (2009)
- Command: Modern Air / Naval Operations (2013)
- Distant Guns
- World of Warships (2015)
- Naval Action (2019)
- Rule the Waves 2 (2019)[2]
- Command: Modern Operations (2019)[3]